# 歌劇劇本
歌劇劇本（義大利語：Libretto，發音：[liˈbretto]，直译：「册」；又译唱本）指的是歌剧、轻歌剧、假面剧、清唱剧、大合唱、音乐剧等音乐作品所使用的歌词。歌剧剧本源自于意大利，用于叙述音乐作品的情节。19世纪在巴黎出现过15—40页的芭蕾舞剧本，其中详细地描述了剧情。几个世纪以来，有专门负责创作剧本的编剧。

## 编剧
17-18世纪的剧本往往是由著名诗人创作的。例如在欧洲最受尊重的编剧之一的彼得罗·梅塔斯塔西奥。洛伦佐·达·彭特也是18世纪著名的编剧。沃尔夫冈·阿马德乌斯·莫扎特也创作了许多歌剧。另外还有欧仁‧斯克里布、贾科莫·梅耶贝尔、葛塔诺·多尼采蒂、焦阿基诺·罗西尼、朱塞佩·威尔第、乔治·比才、阿里格·博伊托、阿兰·鲍伯利等著名编剧。法国的亨利·梅亚克、卢多维克·阿莱维创作了很多轻歌剧。

## 文学特征
歌剧剧本中交替有诗歌、口语、散文、口语对话等多种形式。有时有着散文的特征，是一种特殊的风格。

## 语言与翻译
因为歌剧剧本起源于意大利，所以意大利语占主导地位。在过去（甚至今天），他国的音乐剧作品，口语对话，尤其是喜剧，有时唱的部分与原语执行和白话口语对话。